# Barly (Somme)
Barly es una comuna francesa situada en el departamento de Somme, en la región de Alta Francia.

## Demografía
| 245 | 244 | 219 | 193 | 189 | 172 | 164 |
| Para los censos de 1962 a 1999 la población legal corresponde a la población sin duplicidades (Fuente: INSEE [Consultar]) |     |     |     |     |     |     |